# Chiromantis punctatus
Chiromantis punctatus är en groddjursart som först beskrevs av Wilkinson, Win, Thin, Lwin, Shein och Hla Tun 2003.  Chiromantis punctatus ingår i släktet Chiromantis och familjen trädgrodor. IUCN kategoriserar arten globalt som otillräckligt studerad. Inga underarter finns listade i Catalogue of Life.